# لالالا (ترانه)
" لالالا " (به انگلیسی: Lalala) آهنگی از تهیه‌کننده آمریکایی Y2K و رپر کانادایی bbno $ است که به صورت تک آهنگ در ۷ ژوئن ۲۰۱۹ توسط کلمبیا رکوردز منتشر شد. موزیک ویدیو آن نیز در تاریخ ۲۰ اوت ۲۰۱۹ منتشر گردید.
این آهنگ در پلتفرم اشتراک ویدیو تیک‌تاک به دلیل تیتر آن: "آیا من واقعاً فقط آن ملودی را فراموش کردم؟" بسیار دیده شد.

## زمینه
برای تبلیغ آهنگ، Y2K و bbno $ روایتی جعلی دربارهٔ نحوه آشنایی‌شان و تولید آهنگ ساخته و آن را به وبلاگهایی از جمله لیریکال لیموناد ارسال کردند. نسخه ریمیکس آهنگ با حضور خواننده اسپانیایی، انریکه ایگلسیاس و خواننده کانادایی، کارلی ری جپسن، در تاریخ ۳۰ اکتبر ۲۰۱۹ منتشر شد. این آهنگ با کلید D Minor و با سرعت 130 BPM پخش می‌شود.

## استقبال انتقادی
کارل لامار از بیلبورد آهنگ را «آهنگی سرگرم کننده» خواند.

## موزیک ویدیو
ویدیوی رسمی این آهنگ در کانال Y2K در تاریخ ۲۰ اوت ۲۰۱۹، در یوتیوب منتشر شد. این ویدئو متشکل از یک استودیوی فیلمبرداری برای یک برنامه آموزشی کودکان است که به وسایل متنوع مزین شده‌است. در ادامه ویدئو، هر دو هنرمند با استفاده از اشیا مختلف موجود، مانند تئاتر عروسکی، کاغذ دیواری‌های مختلف، فضاهای استودیویی و یک کره زمین برای نشان دادن مکان‌ها، آهنگ را ادامه می‌دهند.